# Pontos extremos da Armênia

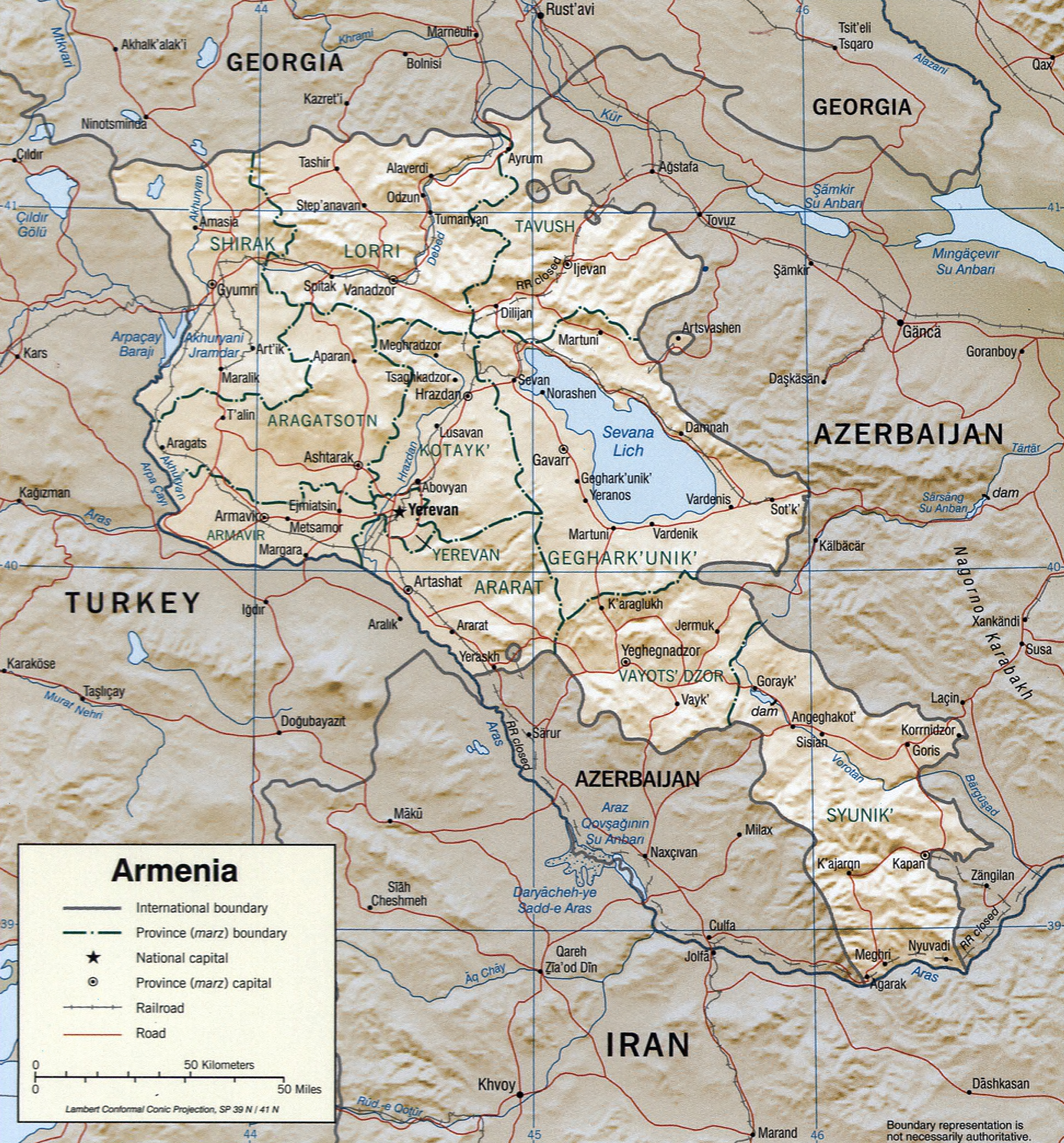
Mapa da Armênia

Esta é a lista dos pontos extremos da Armênia, onde estão os pontos mais a norte, sul, leste e oeste do território arménio.

## Latitude e longitude
- Ponto mais setentrional: Tavuxe (41° 17′ 00″ N, 45° 00′ 00″ L)
- Ponto mais meridional: Siunique (38° 49′ 00″ N, 46° 10′ 00″ L)
- Ponto mais ocidental: Xiraque (41° 05′ 00″ N, 43° 27′ 00″ L)
- Ponto mais oriental: Siunique (39° 13′ 00″ N, 46° 37′ 00″ L)

## Altitude
- Ponto mais baixo: Rio Debede (400 m)
- Ponto mais alto: Monte Aragats (4095 m)